# Plaza de Mayo (metropolitana di Buenos Aires)
Plaza de Mayo è una stazione della metropolitana di Buenos Aires, capolinea della linea A.

## Storia
La stazione è stata inaugurata il 1º dicembre 1913 con il primo tratto della linea.
Il 15 aprile 1953 la stazione fu gravemente danneggiata per lo scoppio di una bomba, mentre il Presidente Juan Domingo Perón teneva un discorso nella piazza soprastante.
Nel 1997 la stazione è stata dichiarata monumento storico nazionale.

## Interscambi
Nelle vicinanze della stazione effettuano fermata diverse linee di autobus urbani ed interurbani.
- Fermata autobus

## Servizi
La stazione dispone di:
- Biglietteria a sportello
- Biglietteria automatica
- Servizi igienici
- Ufficio informazioni turistiche
- Bar